# ریواس
ریواس (نام علمی: Rheum) گیاهی است از تیره هفت‌بندیان (Polygonaceae) بومی آسیا (به احتمال سیبری یا هیمالیا) که از سده شانزدهم در اروپا کشت می‌شد. نوشته‌ها حاکی از آن است که پیش از میلاد مسیح در چین به عنوان دارو مصرف می‌شد. ریواس در صنعت رنگ‌سازی باعث تولید رنگ ریواسی می‌شود.

## ریشه‌شناسی
نام اصلی آن ریواچ است و ریواس و رواش از آن ریشه می‌گیرد. در فلات شرقی ایران- فارسی زبانان آن را به نام رواش و ریواچ می‌شناسند امروزه در ادبیات کتابی آن را ریواس می‌گویند در افغانستان به آن رواش و چوکری می‌گویند.

## برگ ریواس
ساقه ترش مزه و مفید ریواس خواصی جدا از برگ آن دارد و از آن در تهیه غذاهای گوناگون استفاده می‌شود. اگر چه می‌توان این ساقه را خام خواری کرد اما برگ‌های آن مسموم‌کننده هستند. دو ترکیب به نام اگزالیک اسید و آنتراکوینون گلیکوسید در برگ‌های ریواس یافت شده که به بدن آسیب می‌رسانند.

## محل رشد
ریواس گیاهی است که به صورت طبیعی و دیمی رشد می‌کند و در مناطقی که گل لاله وجود دارد این گیاه نیز رشد می‌کند. بیشتر در مناطق کوهپایه و سردسیر رشد می‌کند و به آبیاری نیاز ندارد. فصل برداشت ریواس در بیشتر مناطق ایران فروردین ماه است. ریواس همچنین در شهرستان زرندیه (معادن اصلی ریواس کشور ) و دامنه کوهستان‌های کردستان کرمانشاه، ارومیه ومنطقه فریدن استان اصفهان ارتفاعات لرستان و سالوک در خراسان شمالی و زاگرس و بلندی‌های البرز در شمال تهران و در استان خراسان رضوی به‌خصوص شهرستان نیشابور، شهرستان کوهسرخ و شهرستان کاشمر و شهرستان گناباد که در بهار روییده و بومیان با چیدن سنگ دور ساقه‌اش آن را پرورانده و سبب بلندتر شدن ساقه‌اش می‌گردند. ریواس ساقه بلند و با ریواچ قاقوری که از ساقه آن شربت تهیه می‌کنند یک نوع ریواس است که در حاشیه کویر در زیبد گناباد می‌روید. همچنین یکی از بهترین رویشگاه‌های ریواس، استان‌های کردستان، کرمانشاه و ایلام است. ریواس همچنین در استان کهگیلویه و بویراحمد،‌ مناطق سردسیری شهرستان چرام (کوه پهن، کوه چاسخار، کوه ساورز، منطقه سادات امامزاده علی(ع))، دیلگون و مناطق جلیل و بابکان  و نرماب در بویراحمد به وفور یافت می‌شود.
فصل تهیه قاقوری یا ساقه شربتی آن ۲۵ اسفند تا آخر فروردین است. مزه این نوع شربت مشابه طعم انار شیرین است.

Rheum Iran Rivach/Rivas

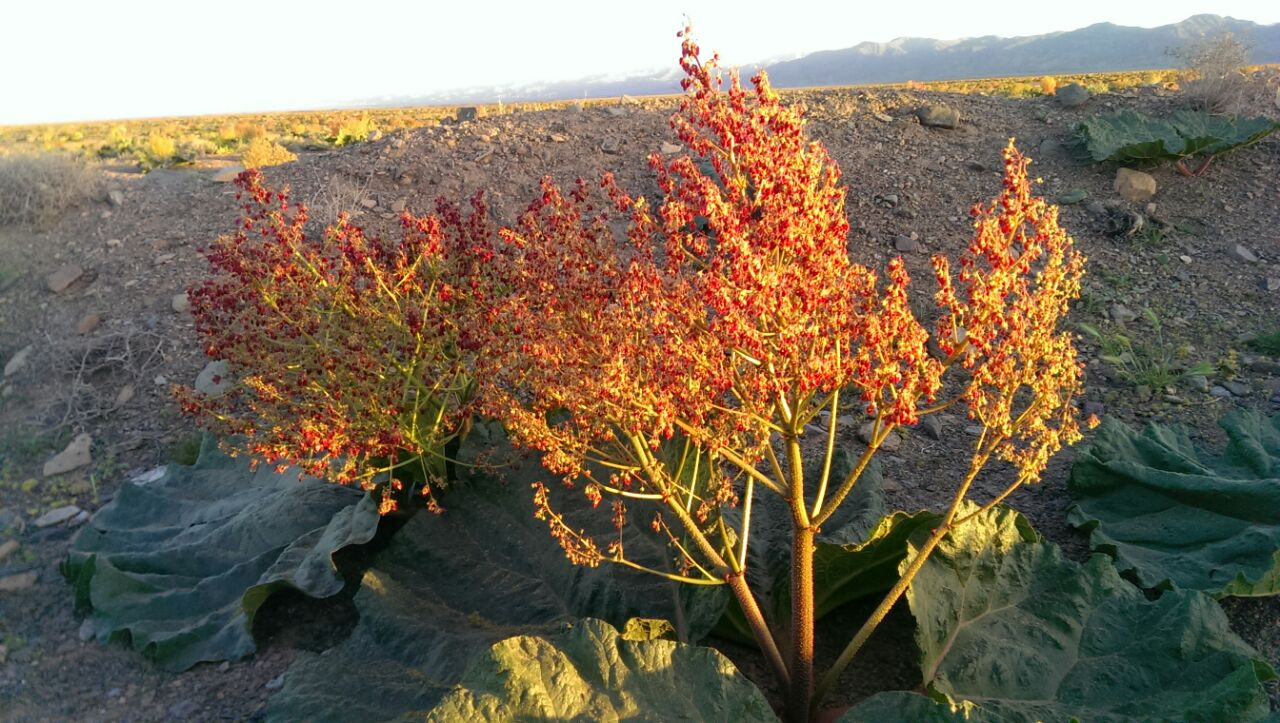
ریواس دشت زیبد

مهم‌ترین نواحی رویش ریواس در ایران، دامنه‌های کوه بینالود در شهرستان نیشابور، دشت ریواس با وسعت ۲۴۰۰ هکتار در پایین دست کوه‌های مسینان در فاصله ۲۰ کیلومتری شهربابک به سمت میدوک در استان کرمان و دامنه کوه‌های البرز در شهرستان ساوجبلاغ و طالقان و کوه‌های کردستان می‌باشد.
ریواس در فصل بهار به فراوانی در بازارهای محلی مناطق کردستان نیز یافت می‌شود که از دامنه‌های کوه‌های این مناطق توسط روستائیان برداشت می‌شود. در ایران ریواس چند گونه مختلف دارد و نوع ریواس شیرین که به آن قاقوری یا ریواچ می‌گویند که در دامنه کوه زیبد و دشت ریواس زیبد می‌روید. این نوع ریواس را کشاورزان با ریختن خاک روی ساقه گاهی ساقه با ارتفاع یک متر و صخامت ۸ سانتیمتر به‌دست می‌آورند که برخلاف ریواس‌های سایر مناطق طعم شیرین دارد و نه طعم ترش.
این گیاه در مناطق جنوبی استان فارس -کوه‌های اطراف شهر دبیران نیز یافت شده‌است.
ریواس در مناطق مختلف شهرستان شازند هم وجود دارد مخصوصاً در کوه راستوند و کوه شهباز.

## ریواس در علم
- تاکسونومی: گیاه ریواس بر حسب خویشاوندی با سایر گیاهان رده‌بندی می‌شود و جایگاه این گیاه از نظر رده‌بندی در سطح گونه مشخص می‌شود.
- کالبدشناسی: ساختمان داخلی گیاه ریواس مطالعه می‌شود.
- ریخت‌شناسی: تنوع ریختی گیاه ریواس مطالعه می‌شود. به عبارتی مطالعه تنوع ریختی گیاه ریواس باعث می‌شود تا بدانیم که با شرایط متفاوت در زیستگاه‌های مختلف سازگاری این گیاه چگونه صورت می‌گیرد.
- مورفوژنز: از آغاز تشکیل سلول تخم ریواس تا به‌وجود آمدن سکل ریواس بررسی می‌شود.
- فیزیولوژی: نحوه کار و فعالیت گیاه ریواس از سطح اندامک‌های درون سلول تا بافت‌ها، اندام‌ها و خود گیاه ریواس مطالعه می‌شود.
- سیتولوژی: به مطالعه دربارهٔ رشد، تولید مثل و رفتار سلول گیاه ریواس می‌پردازد.
- بوم‌شناسی: به مطالعه چگونگی سازش گیاه ریواس با محیط و ارتباط آن‌ها با یکدیگر می‌پردازد.
- ژنتیک: چگونگی انتقال صفات وراثتی و عوامل انتقال دهنده و ساختار شیمیایی این عوامل را در گیاه ریواس بررسی می‌کند.

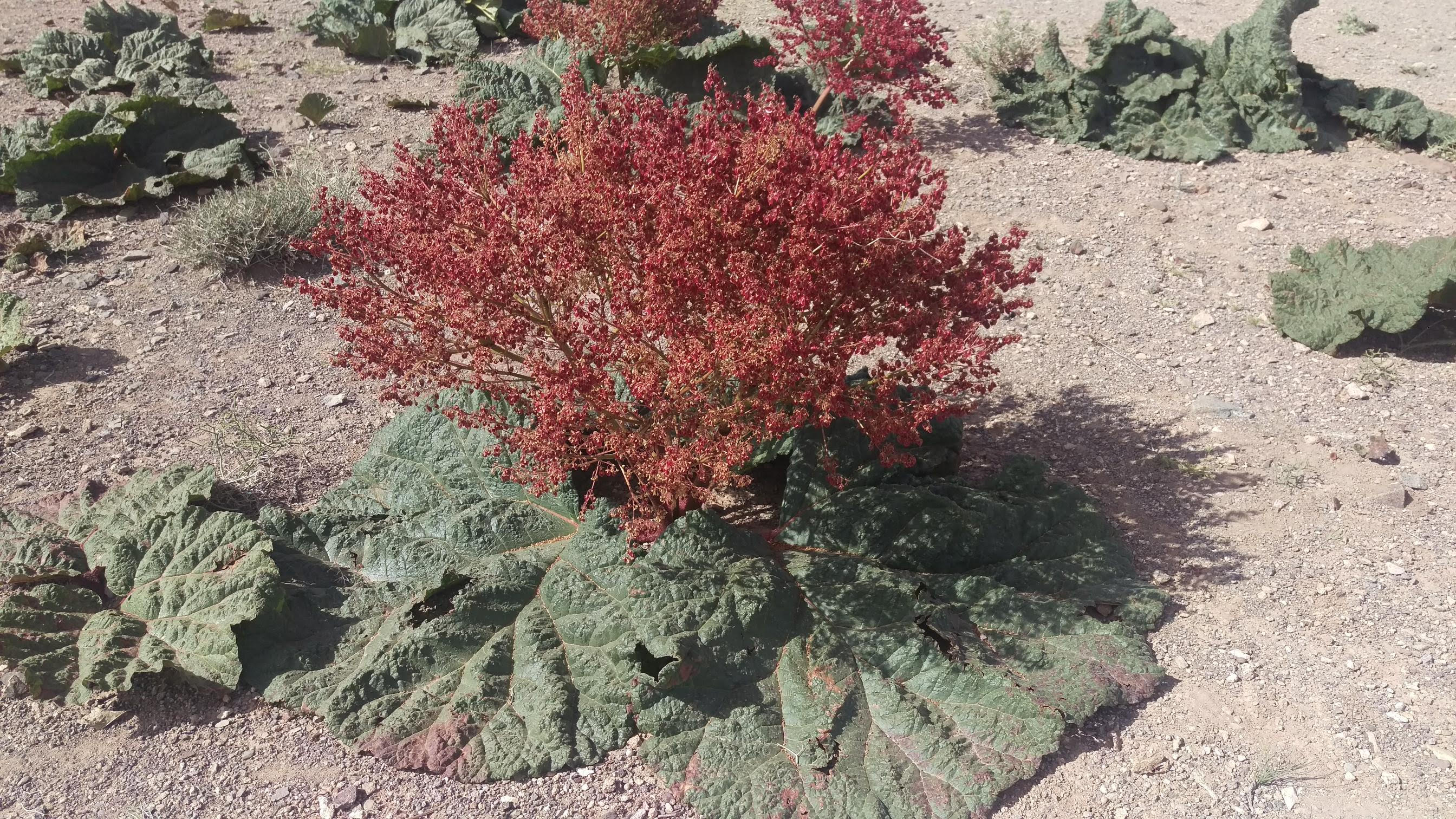
یک بوته ریواس بالغ در دشت ریواس شهربابک

## گونه‌ها
- ریواس ایرانی Rheum persicum
- ریواس خراسانی Rheum khorasanicum
- ریواس نیشابوری Rheum neyshabourense
- رابارب Rheum rhabarbarum
- ریواس بیابانی Rheum palaestinum
- ریواس تاتاری Rheum tataricum
- ریواس تبتی Rheum tibeticum
- ریواس ترکستانی Rheum turkestanicum
- ریواس چینی Rheum palmatum
- ریواس کشمشی Rheum ribes
- ریواس نجیب Rheum nobile
- ریواس هیمالیایی Rheum australe
- ریوند چینی Rheum officinale